# Ali Eagle
Ali Eagle ist eine US-amerikanische Schauspielerin, Filmproduzentin und -regisseurin sowie Drehbuchautorin.

## Leben
Eagle lernte am CAP-21 Tanz und Gesang. Schauspielunterricht erhielt sie am Crossroads Drama Conservatory sowie am Interlochen Center for the Arts in Michigan und der Tisch School of the Arts. Eagle debütierte 2008 als Schauspielerin in einer Nebenrolle im Film Beethovens großer Durchbruch. Es folgten Besetzungen in Kurzfilmen sowie eine Episodenrolle in der Fernsehserie Tosh.0. 2014 wirkte sie in einer Nebenrolle im Film R.L. Stine – Darf ich vorstellen: Meine Geisterfreundin sowie in der Fortsetzung von 2016 R.L. Stine – Die Nacht im Geisterhaus. 2015 übernahm sie die Rolle der Dana in Die November-Regel sowie die Rolle der Margo im Tierhorrorfernsehfilm Lake Placid vs. Anaconda im selben Jahr. Ab 2015 erfolgten erste Tätigkeiten als Filmschaffende für verschiedene Kurzfilme, in denen sie auch meistens eine Rollenbesetzung übernahm. Sie wirkte in den Low-Budget-Fernsehfilmen Trailer Park Shark von 2017 und Nightmare Shark und House of Darkness: New Blood, beide 2018, mit. 

## Filmografie (Auswahl)

### Schauspiel
- 2008: Beethovens großer Durchbruch (Beethoven's Big Break)
- 2010: Heart Says It All (Kurzfilm)
- 2014: Tosh.0 (Fernsehserie, Episode 6x13)
- 2014: Tinder #Itendshere: A Parody (Kurzfilm)
- 2014: R.L. Stine – Darf ich vorstellen: Meine Geisterfreundin (Mostly Ghostly: Have You Met My Ghoulfriend?)
- 2014: Wheatless (Kurzfilm)
- 2015: Die November-Regel (November Rule)
- 2015: Palm Sprangz (Kurzfilm)
- 2015: Lake Placid vs. Anaconda (Fernsehfilm)
- 2015: Kylie Jenner Rap: My Life (Kurzfilm)
- 2015: Yoga ClotheZ (Kurzfilm)
- 2016: Donald Trump Rap: Make America Great Again (Kurzfilm)
- 2016: R.L. Stine – Die Nacht im Geisterhaus (Mostly Ghostly: One Night in Doom House)
- 2016: Emerald City (Kurzfilm)
- 2017: Babysitting Rap Song (Kurzfilm)
- 2017: Sh*t in There (Kurzfilm)
- 2017: Trailer Park Shark (Fernsehfilm)
- 2017: All I Want for Christmas Is You (Sprechrolle)
- 2018: Nightmare Shark (Fernsehfilm)
- 2018: House of Darkness: New Blood (Fernsehfilm)
- 2018: Unbroken: Weg der Vergebung (Unbroken: Path to Redemption)
- 2021: Live at Home (Kurzfilm)

### Produktion
- 2015: Palm Sprangz (Kurzfilm)
- 2015: Kylie Jenner Rap: My Life (Kurzfilm)
- 2015: Yoga ClotheZ (Kurzfilm)
- 2016: Donald Trump Rap: Make America Great Again (Kurzfilm)
- 2016: Emerald City (Kurzfilm)
- 2017: Babysitting Rap Song (Kurzfilm)
- 2017: Sh*t in There (Kurzfilm)

### Drehbuch
- 2015: Palm Sprangz (Kurzfilm)
- 2015: Kylie Jenner Rap: My Life (Kurzfilm)
- 2015: Yoga ClotheZ (Kurzfilm)
- 2016: Donald Trump Rap: Make America Great Again (Kurzfilm)
- 2016: Emerald City (Kurzfilm)
- 2017: Babysitting Rap Song (Kurzfilm)

### Regie
- 2014: Wheatless (Kurzfilm)
- 2016: Donald Trump Rap: Make America Great Again (Kurzfilm)
- 2017: Babysitting Rap Song (Kurzfilm)
- 2021: Live at Home (Kurzfilm)

## Theater (Auswahl)
- RENT, The Hudson Theater Hollywood
- The Bright Side: An Operetta, Ben Silbert / Tisch ETW
- Snip (A One Act Musical), Tisch ETW
- Tisch Twisted / „Spring Awakening“ and „Hair“, NYU / Tisch
- Composer Project / Maury Yeston, NYU / CAP 21
- The Battle of Bullrun Always Makes Me Cry, NYU One Act Festival
- A Chorus Line, Davida Wills Hurwin
- Dancing At Lughnasa, Ginny Russell
- On The Razzle, Scott Weintraub
- The Wiz, Davida Wills Hurwin
- Once On This Island, Davida Wills Hurwin
- Gypsy, Scott Weintraub
- The Littlest Witch, Secret Rose Theatre
- The Littlest Witch, San Fernando Theatre Guild
- Big Tush/Little Tush, Secret Rose / Murphy Cross